# Gasen
Gasen osztrák község Stájerország Weizi járásában. 2018 januárjában 915 lakosa volt. 

## Elhelyezkedése

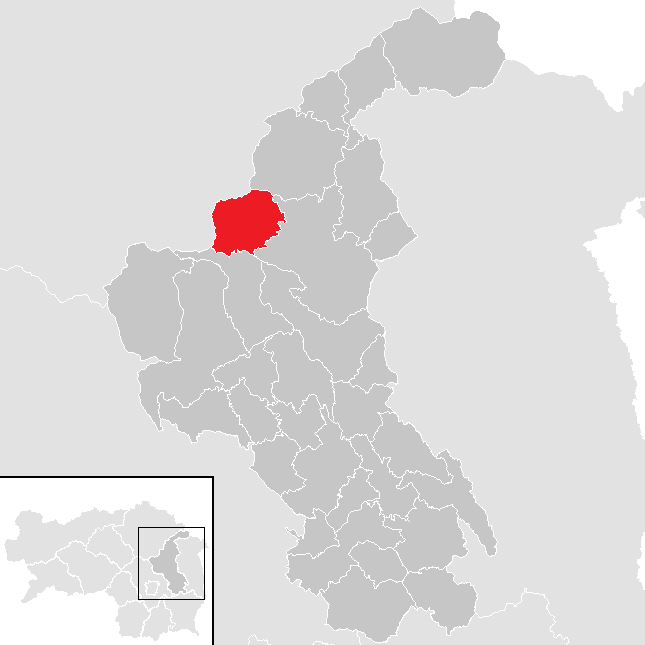
Gasen a Weizi járásban

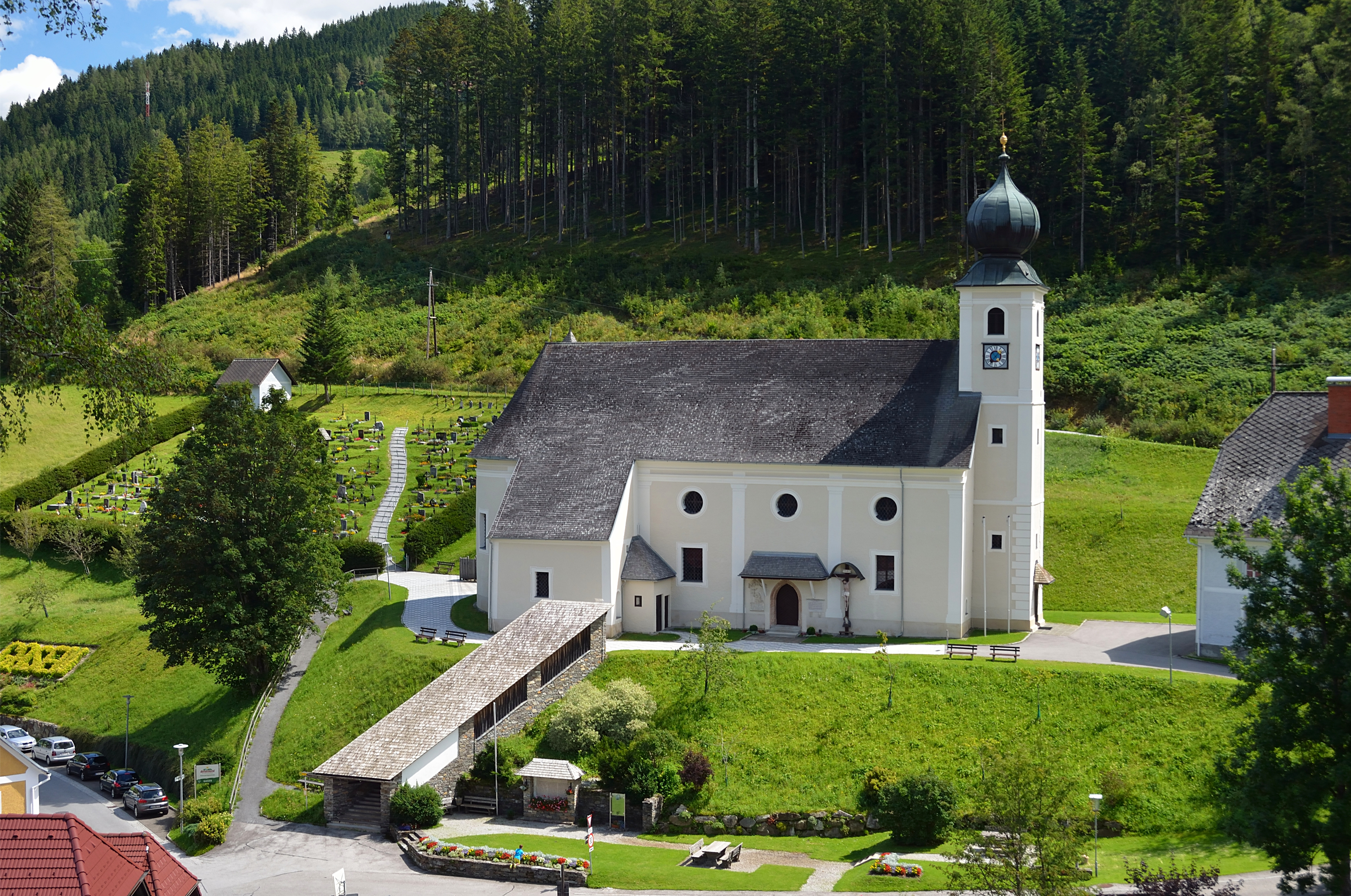
A Szt. Oszvald-templom és fedett lépcsője

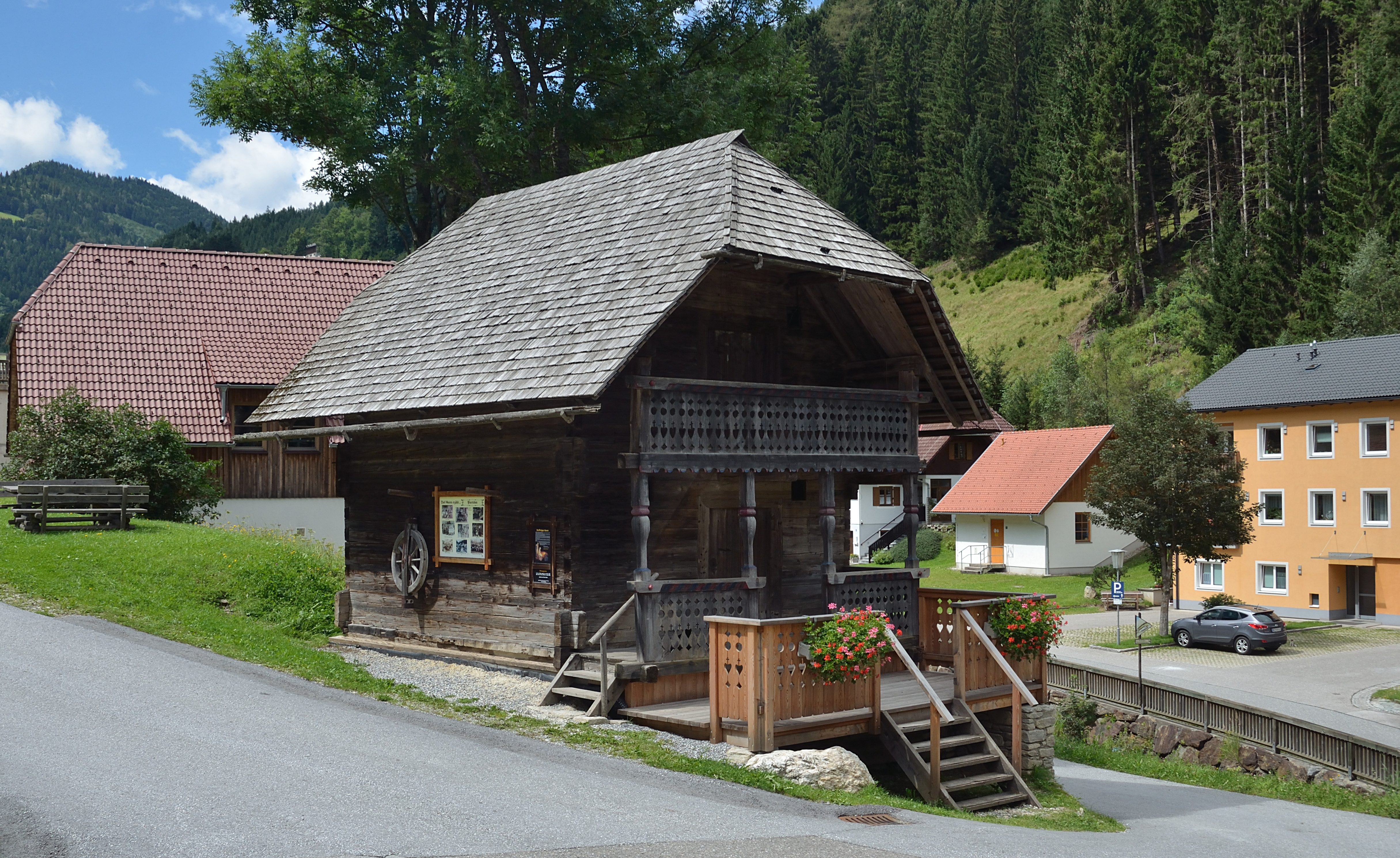
A plébánia régi magtárja

Gasen a Grazi-hegyvidék Almenland régiójában helyezkedik el. Legmagasabb pontja az 1451 méteres Sauernkogel. Az önkormányzat 4 települést egyesít: Amassegg (205 lakos 2018-ban), Gasen (125), Mitterbach (130) és Sonnleitberg (455).
A környező önkormányzatok: északkeletre Fischbach, délkeletre Birkfeld, délre Sankt Kathrein am Offenegg, nyugatra Breitenau am Hochlantsch, északra Stanz im Mürztal.

## Története
Gasen első említése 1406-ból származik, a seckaui püspökség tizedkönyvéből. Maga a település a római út maradványai és nevének szláv eredete alapján jóval korábban is létezett. 
Miután Ausztria 1938-ban csatlakozott a Német Birodalomhoz, Birkfeld a Stájerországi reichsgauhoz került. A második világháború után a brit megszállási zónához tartozott. 

## Lakosság
A gaseni önkormányzat területén 2018 januárjában 915 fő élt. A lakosságszám 1961 óta (akkor 1129 fő) csökkenő tendenciát mutat. 2015-ben a helybeliek 99%-a volt osztrák állampolgár; a külföldiek közül 0,5% a régi (2004 előtti), 0,4% az új EU-tagállamokból érkezett. 2001-ben a lakosok 96,9%-a római katolikusnak, 1,1% pedig felekezeten kívülinek vallotta magát.  

## Látnivalók
- a Szt. Oszvald-plébániatemplom mai külsejét 1688-ban nyerte el, amikor a korábbi gótikus épületet barokk stílusban átépítették
- a 19. századi kaszakovácsműhely kéménye
- a plébánia volt magtára a stájer népi építészet szép példája
- Gasen az otthona a Die Stoakogler népzenei együttesnek

## Fordítás
- Ez a szócikk részben vagy egészben  a   Gasen című német Wikipédia-szócikk ezen változatának fordításán alapul.  Az eredeti cikk szerkesztőit annak laptörténete sorolja fel. Ez a jelzés csupán a megfogalmazás eredetét és a szerzői jogokat jelzi, nem szolgál a cikkben szereplő információk forrásmegjelöléseként.